# Arman Hall
Arman Hall (ur. 14 lutego 1994) – amerykański lekkoatleta specjalizujący się w biegach sprinterskich.
Dwukrotny złoty medalista mistrzostw świata juniorów młodszych – podczas tych zawodów był członkiem zwycięskiej sztafety szwedzkiej, która czasem 1:49,47 ustanowiła nieoficjalny rekord świata juniorów młodszych. Podczas mistrzostw świata juniorów w 2012 zdobył srebrny medal w biegu na 400 metrów oraz złoty w sztafecie 4 x 400 metrów. Złoty medalista mistrzostw świata w Moskwie w biegu rozstawnym 4 x 400 metrów. Mistrz olimpijski z Rio de Janeiro (2016) w sztafecie 4 x 400 metrów. Medalista mistrzostw NCAA.
Rekordy życiowe: bieg na 400 metrów – 44,82 (21 czerwca 2013, Des Moines oraz 10 czerwca 2016, Eugene).

## Osiągnięcia
| Rok  | Impreza                               | Miejsce        | Konkurencja        | Pozycja    | Wynik   |
| ---- | ------------------------------------- | -------------- | ------------------ | ---------- | ------- |
| 2011 | Mistrzostwa świata juniorów młodszych | Lille          | bieg na 400 m      | 1. miejsce | 46,01   |
| 2011 | Mistrzostwa świata juniorów młodszych | Lille          | sztafeta szwedzka  | 1. miejsce | 1:49,47 |
| 2012 | Mistrzostwa świata juniorów           | Barcelona      | bieg na 400 m      | 2. miejsce | 45,39   |
| 2012 | Mistrzostwa świata juniorów           | Barcelona      | sztafeta 4 x 400 m | 1. miejsce | 3:03,99 |
| 2013 | Mistrzostwa świata                    | Moskwa         | bieg na 400 m      | półfinał   | 45,54   |
| 2013 | Mistrzostwa świata                    | Moskwa         | sztafeta 4 x 400 m | 1. miejsce | 2:58,71 |
| 2016 | Igrzyska olimpijskie                  | Rio de Janeiro | sztafeta 4 × 400 m | 1. miejsce | 2:57.30 |